# 盖尔卡塔
盖尔卡塔（Gairkata），是印度西孟加拉邦Jalpaiguri县的一个城镇。总人口8713（2001年）。

## 人口
该地2001年总人口8713人，其中男性4482人，女性4231人；0—6岁人口1086人，其中男540人，女546人；识字率65.79%，其中男性为72.49%，女性为58.69%。